# Darnétal
Darnétal är en kommun i departementet Seine-Maritime i regionen Normandie i norra Frankrike. Kommunen ligger i kantonen Darnétal som tillhör arrondissementet Rouen. År 2022 hade Darnétal 9 652 invånare.

## Befolkningsutveckling
Antalet invånare i kommunen Darnétal
| Referens: INSEE |